# Guy Lasserre
 (janvier 2017).
Pour les articles homonymes, voir Lasserre.
Guy Lasserre est un géographe français, spécialiste de géographie tropicale, né le 29 août 1920 à Salignac en Dordogne et mort le 30 juin 2001 à Pessac. Il fut professeur à l’université de Bordeaux et directeur du CEGET-CNRS (Centre d’études de géographie tropicale du CNRS) de sa création en 1967 à 1981.

## Biographie

### Ses études
Guy Lasserre est sorti major de l’École normale d’instituteurs de la Gironde, pour rentrer à l’École normale supérieure de Saint-Cloud. En 1942, il s’inscrit comme étudiant à l’Institut de géographie de la faculté des lettres de Bordeaux. Il prépare l’agrégation de géographie qu’il obtient en 1946. Eugène Revert, spécialiste de la Martinique, l’oriente vers une thèse de doctorat sur la Guadeloupe. En 1962, il soutient à l’université de Bordeaux son doctorat d’État de géographie comportant une thèse principale sur la Guadeloupe (Prix Saintour 1962 du Collège de France) et une thèse complémentaire sur Libreville au Gabon (Grande médaille d’argent de la Société de géographie). Tout au long de sa carrière, il garda un profond attachement pour cette île sur laquelle il est revenu de nombreuses fois.

### Sa carrière
De 1946 à 1948, Guy Lasserre  commence sa carrière comme professeur d’histoire et géographie au lycée Michel Montaigne à Bordeaux. En octobre 1948, il est nommé professeur au lycée Carnot de Pointe-à-Pitre et commence son travail de terrain de thèse. En octobre 1953, il est nommé à la faculté des lettres de Bordeaux et est chargé du cours de géographie coloniale. Il obtient en 1962 la nouvelle chaire de professeur de géographie tropicale. En 1965, Louis Papy, doyen de la faculté des lettres, demande au CNRS la création d’un centre de recherche spécialisé dans l’étude des pays tropicaux. Un bâtiment est construit sur le nouveau domaine universitaire, qui en octobre 1967 prend le nom de CEGET-CNRS. Il en est nommé directeur. En 1970, il obtient du ministère des DOM-TOM la création d’un Centre national de documentation des départements d’Outre-Mer (CENADDOM) établi au CEGET. Il participe par ailleurs à la création du Centre d’études des espaces tropicaux (CRET) dont Christian Huetz de Lemps obtient la direction et à celle de la Maison des sciences de l’homme d’Aquitaine, voisine du CEGET, dont le premier directeur est Jean Borde, un géographe. Il reste également de longues années directeur des Cahiers d'Outre-Mer. À l’expiration de son mandat, en juin 1981, il quitte la direction du CEGET. Tout en dirigeant ce centre d’études puis par la suite jusqu’en 1985, Guy Lasserre a assuré son enseignement à l’université. Ses compétences et sa notoriété l’ont conduit à assurer de nombreuses directions de thèse de doctorat et à faire partie d’une grande quantité de jurys de thèse, non seulement à Bordeaux mais dans le reste du monde, particulièrement en Afrique. 

### Les honneurs
Guy Lasserre a siégé au Comité consultatif des universités et fait partie du Conseil du Comité national français de géographie. Son activité lui a valu de devenir chevalier de la Légion d’honneur, commandeur des Palmes académiques et officier de l’Ordre national du Mérite. Correspondant de l’Académie des sciences d'outre-mer depuis 1971, il est élu membre résidant de l’Académie nationale des sciences, belles-lettres et arts de Bordeaux. 

## Publications

### Autres ouvrages
- Les Amériques du Centre : Mexique, Amérique centrale, Antilles, Guyane. Paris, PUF, 1974, 380 p. (collection Magellan, n°29).

Sous la direction scientifique de Guy Lasserre :
- Atlas de la Réunion. Paris, CNRS -IGN, 1975.
- Atlas de la Martinique. Paris, CNRS - IGN, 1977.
- Atlas de la Guyane. Bordeaux, CNRS - ORSTOM, 1979.
- Atlas du Burundi. Bordeaux, CEGET - Université de Bordeaux III, 1981.
- Atlas de la Guadeloupe. Bordeaux, CEGET, 1982.

### Articles et chapitres d'ouvrages (sélection)
- La Côte landaise : Problèmes de morphologie littorale. L’Information géographique, mai-juin 1946, t. X, n° 3, p. 99-103.
- Le Nord-Est du Brésil. Les Cahiers d’Outre-Mer, janvier-mars 1948, t. I, n°1, p. 40-67.
- L’Or du Soudan. Les Cahiers d’Outre-Mer, 1948, t. I, n°4, pp. 368-374.
- Un chapitre de la géographie des boissons : Rhum et Eau-de-vie de canne. Les Cahiers d’Outre-Mer, janvier-mars 1949, n° 5, p. 79-83.
- En Guyane française : Les Pays de l’Oyapoc. Les Cahiers d’Outre-Mer, janvier-mars 1950, n° 9, p. 77-83.
- Noirs et Indiens des pays du Maroni. Les Cahiers d’Outre-mer, janvier-mars 1952, n°17, p. 84-89.
- L’Islam noir. Les Cahiers d’Outre-Mer, avril-juin 1952, t. V, n° 18, p. 178-181.
- Okoumé et Chantiers forestiers du Gabon. Les Cahiers d’Outre-Mer, avril-juin 1955, n° 30, p.119-160.
- Rail et Géographie congolaise. Les Cahiers d’Outre-Mer, janvier-Mars 1956, n° 33, p. 94-99.
- Le Paysage urbain des Librevilles noires. Les Cahiers d’Outre-Mer, octobre-décembre 1956, n° 36, p. 363-388.
- L’Équipement hydro-électrique de l’Afrique tropicale française. Les Cahiers d’Outre-Mer, juillet-septembre 1958, n° 43, pp. 291-297.
- Présentation de cartes de densités de la population en Guadeloupe. Bulletin de l’Association de géographes français, janvier-février 1959, n° 208, p. 33-48.
- La Recherche et l’Extraction minière dans les pays d’Outre-Mer et de la Communauté. Les Cahiers d’Outre-Mer, juillet-septembre 1960, t. XIII, n°51, p. 254-259.
- Toponymie et Représentation du peuplement en Afrique noire. Les Cahiers d’Outre-Mer, octobre-décembre 1960, n° 52, p. 476-479.
- Du maïs sauvage au maïs cultivé : Les Découvertes de Tchuacan (Mexique). Les Cahiers d’Outre-Mer, juillet-septembre 1964, n° 67, p. 314-324.
- Réflexions sur les plans de développement de l’Afrique noire. Cahiers du Centre économique et social des cadres, 1964, 21p.
- Le Nord du Congo-Brazzaville. Les Cahiers d’Outre-Mer, juillet-septembre 1966, n°75, p. 298-305.
- Problèmes des îles antillaises françaises.Outre-Mer français, 1er trimestre 1967, n° 13, p. 9-24 (colloque « Les petites îles »).
- Le Costa-Rica. Revista Geografica (Rio de Janeiro), juin 1967, n° 66, p. 109-124.
- L’Étude des relations entre les villes et les campagnes dans les pays en voie de développement, dans le cadre de l’ORSTOM. Annales de géographie, novembre-décembre 1967, n° 418, p. 738-741.
- Relations entre la pédologie et la géographie humaine. Mémoires et Documents du Centre de recherches et de documentation cartographiques et géographiques, 1968, nouvelle série, vol. VI, p. 45-50.
- Les Principaux Thèmes de la recherche géographique française dans les pays tropicaux. Annales de géographie, novembre-décembre 1968, n° 424, p. 720-728
- Problèmes économiques et sociaux des Antilles françaises. Géographica, 1970, vol. 6, n° 22, p. 19-43.
- Les Villes climatiques liées aux capitales de l’Amérique centrale. In : Le Problème des capitales en Amérique latine. CNRS, Paris, 1964. Caravelle, Cahiers du monde hispanique et luso-brésilien, 1964, p. 320-342.
- El uso del suelo en las Antillas francesas, Martinica y Guadalupe. In : Conferencia regional Latino-americana, UGI, Mexico, 1966, p. 316-336.
- Petites propriétés et réforme foncière aux Antilles françaises. In : Les Problèmes agraires des Amériques latines. Paris, 11-16 octobre 1965. Paris, CNRS, 1967, p. 109-124.
- En collaboration avec M. Santos. – Les plantations tropicales et la régionalisation de l’espace au Brésil (et discussion). In : Régionalisation de l’espace au Brésil. Séminaire international du CNRS, réuni au CEGET de Bordeaux. 20-22 novembre 1968. Paris : CNRS, 1971, p. 57-74.
- Les Modifications apportées par la croissance urbaine aux relations villes-campagnes. In : La Croissance urbaine en Afrique noire et à Madagascar. Talence, 29 sept.-2 oct. 1970. Paris : CNRS, 1972, p. 189-204.
- Le Géographe et les Îles. Conférence d’ouverture du colloque « Iles tropicales : Insularité, Insularisme ». Bordeaux, Centre de recherches sur les espaces tropicaux, 1987, p. 1-6 (coll. « Îles et Archipels », n°8).